# New Glarus (hrabstwo Green)
New Glarus – wieś w Stanach Zjednoczonych, w stanie Wisconsin, w hrabstwie Green.